# Сыраев, Марат Гумарович
Марат Гумарович Сыраев (род. 10 августа 1979) — российский игрок в хоккей с мячом, полузащитник, мастер спорта России (2000).

## Карьера
Заниматься хоккеем с мячом начал в 1987 году в Кемерове в детской команде шахты «Северная».
Большую часть игровой карьеры провёл в составе кемеровского «Кузбасса», игроком которого он был с 1997 по 2009 год.
В ноябре 2009 года перешёл в хабаровский «СКА-Нефтяник», выступая за команду три сезона.
В сезоне 2012/13 был игроком команды «Саяны-Хакасия». В этом же сезоне в составе сборной Хакасии принял участие в Международном турнире на призы Правительства России.
В дальнейшем работал тренером-преподавателем с командами на детско-юношеском уровне в школе «Кузбасса».

## Достижения
«Кузбасс»
 Серебряный призёр чемпионата России (4): 2003/04, 2004/05, 2005/06, 2008/09 

 Бронзовый призёр чемпионата России (6): 2000/01, 2001/02, 2002/03, 2006/07, 2007/08, 2009/10 

 Обладатель Кубка России (3): 2001, 2003, 2007 

 Финалист Кубка России: 2005 (весна) 

 Бронзовый призёр Кубка России (3): 1999, 2004, 2008 

 Серебряный призёр чемпионата России по мини-хоккею: 2000

### Комментарии
1. ↑  Количество игр и голов за клуб(ы) в высшем дивизионе чемпионатов России
2. ↑  Результативные передачи